# Le Tigre
A Le Tigre amerikai, főleg nőkből álló elektronikus rock, dance punk és "electroclash" együttes volt. Tagok: Kathleen Hanna, Johanna Fateman, és JD Samson. 1998-ban alakultak meg New Yorkban. A Le Tigre eredetileg a Julie Ruin nevű együttes mellék-projektjeként alakult meg, ám komoly együttessé nőtték ki magukat. Sadie Benning nem sokkal a megalapítás után kilépett a zenekarból, helyére JD Samson került, aki eredetileg csak rövid időre lépett be, de azóta teljes jogú tag lett.
Karrierjük alatt három nagylemezt dobtak piacra. Kooperáltak már a Chicks on Speed együttessel is a Wordy Rappinghood című daluk készítésekor. Több női zenész is szerepelt a lemezen. 2017-ben reklámokban is szerepelt a Le Tigre egyik dala. A reklámok a Pandora Radio-t és a Gorillazt reklámozták.
Az együttes 2011-ben feloszlott, ám 2016 óta megint együtt vannak.

## Diszkográfia
- Le Tigre (1999)
- Feminist Sweepstakes (2001)
- This Island (2004)